# Alfred Morpurgo
Alfred Johan Morpurgo (Paramaribo, 18 de agosto de 1899 - 5 de junio de 1973) fue un político y periodista de Surinam. 
Morpurgo provenía de una familia que por varias generaciones había estado involucrada en la publicación de periódicos en Surinam. Su padre David Simon Goedman Morpurgo fue editor del periódico "Surinam" hasta fallecer en 1908. Al fallecer su padre, Alfred, que tenía 9 años de edad, era su único hijo, por lo que se decidió vender la imprenta y el periódico a Harry J. van Ommeren por la suma simbólica de 1 florín. 
Alfred obtuvo un título de maestro, pero pronto dejó la enseñanza para dedicarse al periodismo. Comenzó a trabajar como redactor de la revista católica De Surinamer, que había sido fundada en 1894, colaborando con A. Verheggen. En 1921 Morpurgo es ascendido a coeditor. En 1942 comienza su propia imprenta, con la que a partir de 1943 imprime un diario de su autoría denominado Het Nieuws el cual continuó editando hasta 1960. 
Entre 1958 y 1963, Morpurgo formó parte del gabinete de Emanuels como vice primer ministro y ministro de Educación en representación del partido católico Progressieve Surinaamse Volkspartij (PSV).
En 1960 comenzó la construcción del embalse sobre el río Surinam, que luego dio lugar al embalse Brokopondo. Ese año Morpurgo escribe un libro titulado Brokopondo, een plan en een klank in Suriname.
El ministro Pierre Lardinois establece una Comisión Real surinamesa y antillana el 27 de marzo de 1972, siendo Morpurgo el presidente de la sección surinamesa. Esta Comisión Real se ocupaba de las relaciones constitucionales con el Reino de los Países Bajos. Morpurgo fallece al cabo de un año a la edad de 73 años. 